# Elecciones presidenciales de Ecuador de 1956
Las elecciones presidenciales de Ecuador de 1956 fue el proceso electoral el cual tuvo por objetivo la elección de un nuevo Presidente Constitucional y Vicepresidente Constitucional de la República del Ecuador. 

## Antecedentes
Fueron las terceras elecciones bajo la Constitución de 1946.
La campaña electoral de 1956 tuvo particular significado democrático porque en ella llegó a la presidencia de la República un candidato de la derecha luego de 64 años de regímenes liberales, prosocialistas y populistas, aunque gracias al apoyo de José María Velasco Ibarra a Camilo Ponce Enríquez, quien fue su ministro de gobierno y canciller.

## Desarrollo
Participaron en las elecciones presidenciales de 1956 Camilo Ponce Enríquez, Raúl Clemente Huerta, Carlos Guevara Moreno y José Ricardo Chiriboga Villagómez.
Camilo Ponce Enríquez ganó con 178.424 votos; Raúl Clemente Huerta tuvo 175.378; Carlos Guevara Moreno 149.935 votos y José Ricardo Chiriboga 110.686 votos. Eusebio Macías, candidato independiente quien solo obtuvo 469 votos siendo el candidato presidencial con el porcentaje más bajo en la historia del país. 
Esta elección tuvo la particularidad del efecto que tuvieron las operaciones políticas realizadas por el gobierno de Velasco Ibarra para evitar que el candidato liberal Raul Clemente Huerta gane la elección, empleando la táctica electoral conocida coloquialmente como facilitar candidaturas "chimbadoras", es decir candidaturas sin oportunidades de triunfo propuestas para restar apoyo a un candidato; en este caso se trató del candidato independiente José Ricardo Chiriboga Villagómez, exalcalde de Quito y líder del Partido Liberal, quien recibió el apoyo del partido oficialista, la Federación Nacional Velasquista para darle impulso, permitiendo el triunfo ajustado de Camilo Ponce, ex canciller y ministro de gobierno de Velasco Ibarra.

## Candidatos
| Partido / Movimiento | Partido / Movimiento                       | Partido / Movimiento | Presidente                               | Cargos importantes                         | Vicepresidente                    | Cargos Importantes                                 |
| -------------------- | ------------------------------------------ | --- | ---------------------------------------- | ------------------------------------------ | --------------------------------- | -------------------------------------------------- |
| 6 1 5                |                                            | Alianza Popular: - Movimiento Social Cristiano - Partido Conservador Ecuatoriano - Acción Revolucionaria Nacionalista Ecuatoriana   | Camilo Ponce Enríquez (MSC)              | Ministro de Gobierno (1953 - 1955)         | Francisco Illingworth Icaza (PCE) | Presidente de la 17° Asamblea Constituyente (1947) |
| 2 3 9                |                                            | Frente Democrático Nacional: - Partido Liberal Radical Ecuatoriano - Partido Socialista Ecuatoriano - Partido Comunista del Ecuador | Raúl Clemente Huerta Rendón (PLRE)       | Ministro del Tesoro Nacional (1947 - 1948) | José María Plaza Lasso (Ind.)     | Diputado por Pichincha (1944 - 1945)               |
| 4                    |                                            | Concentración de Fuerzas Populares                                                                                                  | Carlos Guevara Moreno (CFP)              | Alcalde de Guayaquil (1951 - 1952)         | Alfonso Zambrano Orejuela (Ind.)  | Diputado por Chimborazo (1944 - 1945)              |
| A                    | Movimiento Popular Independiente           | Movimiento Popular Independiente | José Ricardo Chiriboga Villagómez (Ind.) | Alcalde de Quito (1949 - 1953)             | Octavio Viteri Velásquez (Ind.)   | Senador por Manabí (1954-1956)                     |
| B                    | Movimiento Cruzada Reivindicadora Nacional | Movimiento Cruzada Reivindicadora Nacional                                                                                          | Eusebio Macías Suárez (CRN)              | Contador Público                           | Eloy Ortega Soto (Ind.)           | Astrónomo                                          |

## Resultados

### Presidente
Camilo Ponce Enríquez se convirtió en el presidente electo con la menor distancia con el 2do puesto en la historia del país hasta la actualidad, triunfando únicamente por un 0.50 % de los votos. De igual manera el candidato Eusebio Macías es hasta la fecha, el candidato con el menor porcentaje de votación en la historia del Ecuador, con menos del 0.1%.
| Partido | Partido                                       | Presidente                        | Votos   | %      |
| ------- | --------------------------------------------- | --------------------------------- | ------- | ------ |
| 6 1 5   | Alianza Popular (MSC - PCE - ARNE)            | Camilo Ponce Enríquez             | 178.424 | 29.02% |
| 2 3 9   | Frente Democrático Nacional (PLRE - PSE - PC) | Raúl Clemente Huerta              | 175.378 | 28.52% |
| 4       | Concentración de Fuerzas Populares            | Carlos Guevara Moreno             | 149.935 | 24.38% |
| A       | Movimiento Popular Independiente              | José Ricardo Chiriboga Villagómez | 110.686 | 18.00% |
| B       | Movimiento Cruzada Reivindicadora Nacional    | Eusebio Macías Suárez             | 469     | 0.08%  |

### Vicepresidente
| Partido | Partido                                       | Vicepresidente            | Votos   | %      |
| ------- | --------------------------------------------- | ------------------------- | ------- | ------ |
| 6 1 5   | Alianza Popular (MSC - PCE - ARNE)            | Francisco Illingworth     | 178.283 | 28.99% |
| 2 3 9   | Frente Democrático Nacional (PLRE - PSE - PC) | José María Plaza Lasso    | 174.451 | 28.37% |
| 4       | Concentración de Fuerzas Populares            | Alfonso Zambrano Orejuela | 149.383 | 24.29% |
| A       | Movimiento Popular Independiente              | Octavio Viteri Velásquez  | 111.168 | 18.08% |
| B       | Movimiento Cruzada Reivindicadora Nacional    | Eloy Ortega Soto          | 469     | 0.08%  |

Fuente

### Resultados a nivel provincial
| Provincias            | Camilo Ponce | Raúl Clemente Huerta | Carlos Guevara Moreno | José Ricardo Chiriboga | Eusebio Macías* |
| --------------------- | ------------ | -------------------- | --------------------- | ---------------------- | --------------- |
| Azuay                 | 59,5%        | 17,5%                | 12,3%                 | 10,7%                  | < 1%            |
| Bolívar               | 54,4%        | 32,1%                | 11,1%                 | 2,4%                   | < 1%            |
| Cañar                 | 57,9%        | 15,0%                | 13,7%                 | 13,4%                  | < 1%            |
| Carchi                | 56,3%        | 36,7%                | 2,1%                  | 4,9%                   | < 1%            |
| Cotopaxi              | 50,0%        | 23,3%                | 14,2%                 | 12,4%                  | < 1%            |
| Chimborazo            | 43,2%        | 17,7%                | 28,7%                 | 10,4%                  | < 1%            |
| El Oro                | 4,4%         | 16,0%                | 20,5%                 | 59,0%                  | < 1%            |
| Esmeraldas            | 3,1%         | 52,5%                | 38,9%                 | 5,5%                   | < 1%            |
| Guayas                | 8,5%         | 29,4%                | 52,6%                 | 9,5%                   | < 1%            |
| Imbabura              | 52,7%        | 16,8%                | 10,4%                 | 20,1%                  | < 1%            |
| Loja                  | 54,2%        | 22,9%                | 2,5%                  | 20,5%                  | < 1%            |
| Los Ríos              | 7,5%         | 41,6%                | 43,7%                 | 7,2%                   | < 1%            |
| Manabí                | 13,3%        | 47,2%                | 25,9%                 | 13,6%                  | < 1%            |
| Pichincha             | 26,2%        | 22,3%                | 7,2%                  | 44,3%                  | < 1%            |
| Tungurahua            | 50,4%        | 22,9%                | 12,1%                 | 14,6%                  | < 1%            |
| Amazonía y Galápagos* | 51,3%        | 28,0%                | 13,6%                 | 7,1%                   | < 1%            |

- Los datos del CNE no reflejan la votación de Eusebio Macías por provincia e indican que en la provincia de Galápagos ganó Huerta pero sin un porcentaje indicado.[4]

Fuente: